# Saint-Loup (Normandia)
Saint-Loup è un comune francese di 692 abitanti situato nel dipartimento della Manica nella regione della Normandia.

## Società

### Evoluzione demografica
Abitanti censiti